# 83-я отдельная гвардейская десантно-штурмовая бригада
83-я отдельная гвардейская десантно-штурмовая ордена Суворова бригада (сокр. 83 одшбр, в/ч 71289) — отдельная часть в составе десантно-штурмовых формирований Сухопутных войск СССР (до 1990 года), в составе ВДВ СССР (с 1990 года) и, на текущий момент, в составе Воздушно-десантных войск Российской Федерации.
Бригада дислоцирована в Уссурийске Приморского края.

## История бригады

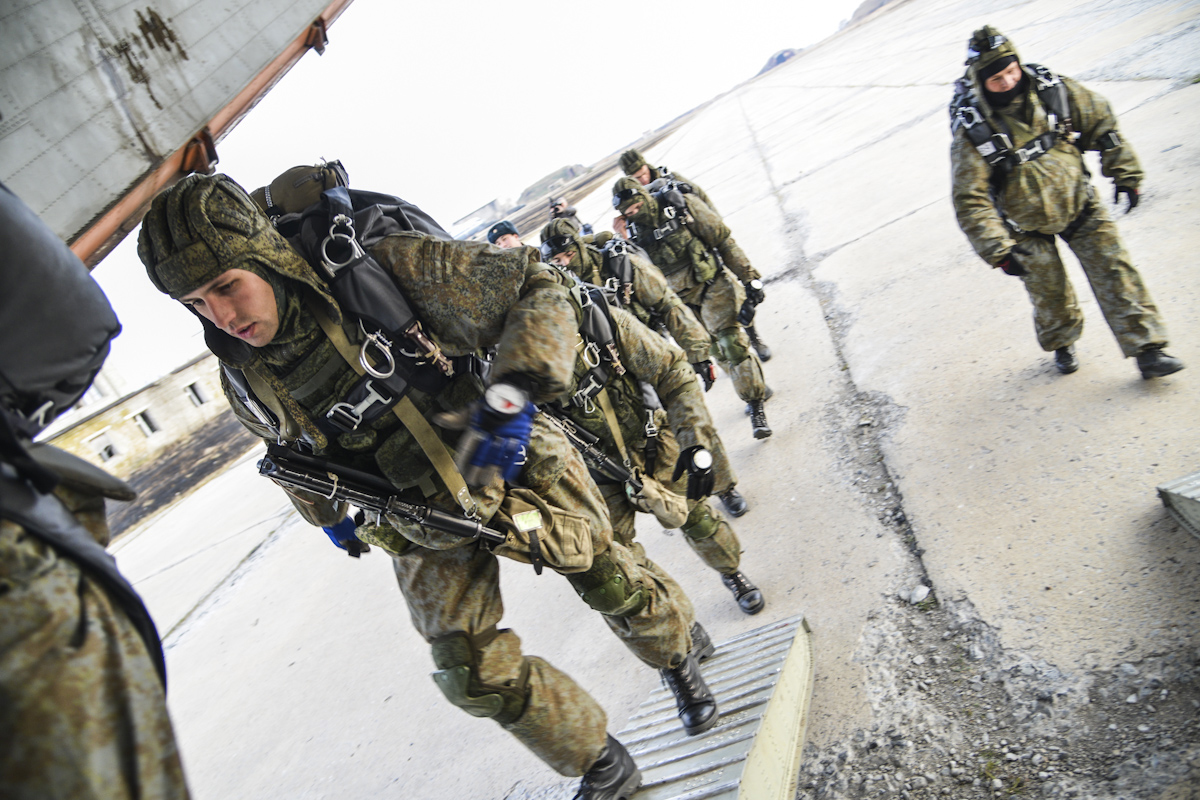
Парашютисты 83-й бригады с парашютными системами Арбалет-2 заходят в Ил-76 во время тактического учения в октябре 2017 года.

К 1 декабря 1985 года в городе Бялогард (ПНР) был сформирован 65 отдельный десантно-штурмовой батальон численностью 602 военнослужащих и 2 рабочих и служащих. Батальон формировал подполковник В. М. Синицын.
В мае-ноябре 1986 года в городе Бялогард Польской Народной Республики на базе 65-го отдельного десантно-штурмового батальона (п/п 15555) была сформирована 83-я отдельная десантно-штурмовая бригада Главного командования войск Западного направления. Бригада формировалась на территории 126-го отдельного разведывательного батальона 6-й гвардейской мотострелковой Витебско-Новгородской дважды Краснознамённой дивизии (до февраля 1985 года 90 гв. тд) Северной группы войск. После формирования 126-й гв. орб был передислоцирован в д. Сыпнево.
На момент формирования бригады её основной боевой целью была блокада Балтийских проливов и захват пусковых ракетных натовских установок на о. Борнхольм. Кроме того, её солдаты занимались защитой ядерного оружия, которое хранилось недалеко от Бялогарда. Целью бригады было также участие в выводе этого оружия из Польши.
В состав бригады вошли:
- управление бригады (п/п 54009);
- 1-й парашютно-десантный батальон;
- 2-й парашютно-десантный батальон;
- 3-й парашютно-десантный батальон;
- артиллерийский дивизион.

Директивой министра обороны СССР от 6 декабря 1989 года № 314/3/001592 к 1 августа 1990 года 83-я отдельная десантно-штурмовая бригада Северной группы войск была передана в подчинение командующему ВДВ. Директивой командующего ВДВ от 27 марта 1990 года № 568/3/0841 83 одшбр была переформирована в 83-ю отдельную воздушно-десантную бригаду. В июне-июле 1990 года бригада успешно завершив комбинированное перемещение железнодорожным транспортом и авиацией в город Уссурийск, вошла в состав Краснознамённого Дальневосточного военного округа.
В декабре 1995 года — январе 1996 года бригада в соответствии с приказом Министра обороны Российской Федерации № 070 от 26 декабря 1995 года «О совершенствовании руководства войсками (силами)» была выведена из состава ВДВ и переподчинена командованию Краснознамённого Дальневосточного военного округа. С 1 февраля 1996 года непосредственное руководство и управление бригадой осуществляет командующий войсками КДВО.
В 1996 году батальоны бригады получили отдельные номера.
После передачи в Сухопутные войска в 83 одшбр в п. Ляличи был сформирован 111-й отдельный танковый батальон (31 танк Т-80Б, из них 3 учебно-боевой группы эксплуатации). Также в Ляличах был отдельный дшб бригады.
В 1996 году батальоны бригад получили отдельные номера. В состав 83 одшбр вошли:
- 593-й (или 598-й) отдельный парашютно-десантный батальон;
- 635-й отдельный парашютно-десантный батальон;
- 654-й отдельный парашютно-десантный батальон;
- 9-й отдельный гвардейский гаубично-артиллерийский дивизион.

В соответствии с Указом Президента Российской Федерации № 776 от 11 октября 2013 года и директивой начальника Генерального штаба Вооружённых сил Российской Федерации, 83-я отдельная десантно-штурмовая бригада вошла в состав Воздушно-десантных войск.
Приём в состав воздушно-десантных войск 83-й отдельной десантно-штурмовой бригады Восточного военного округа официально прошёл в Уссурийске 6 ноября 2013 года.
Указом Президента Российской Федерации от 25 марта 2015 года № 158 бригаде присвоено почетное наименование «гвардейская».
В августе 2021 года на территории бригады открыт Храм Пророка Божия Илии — небесного покровителя Воздушно-десантных войск.
В марте 2022 года во время вторжения России на Украину погиб заместитель командира бригады подполковник Виталий Слабцов.
В октябре 2022 в Рязани похоронен погибший во время вторжения России в Украину заместитель командира бригады подполковник Олег Ташматов.
В ознаменование дня формирования части годовой праздник соединения установлен 29 ноября.

## Командиры

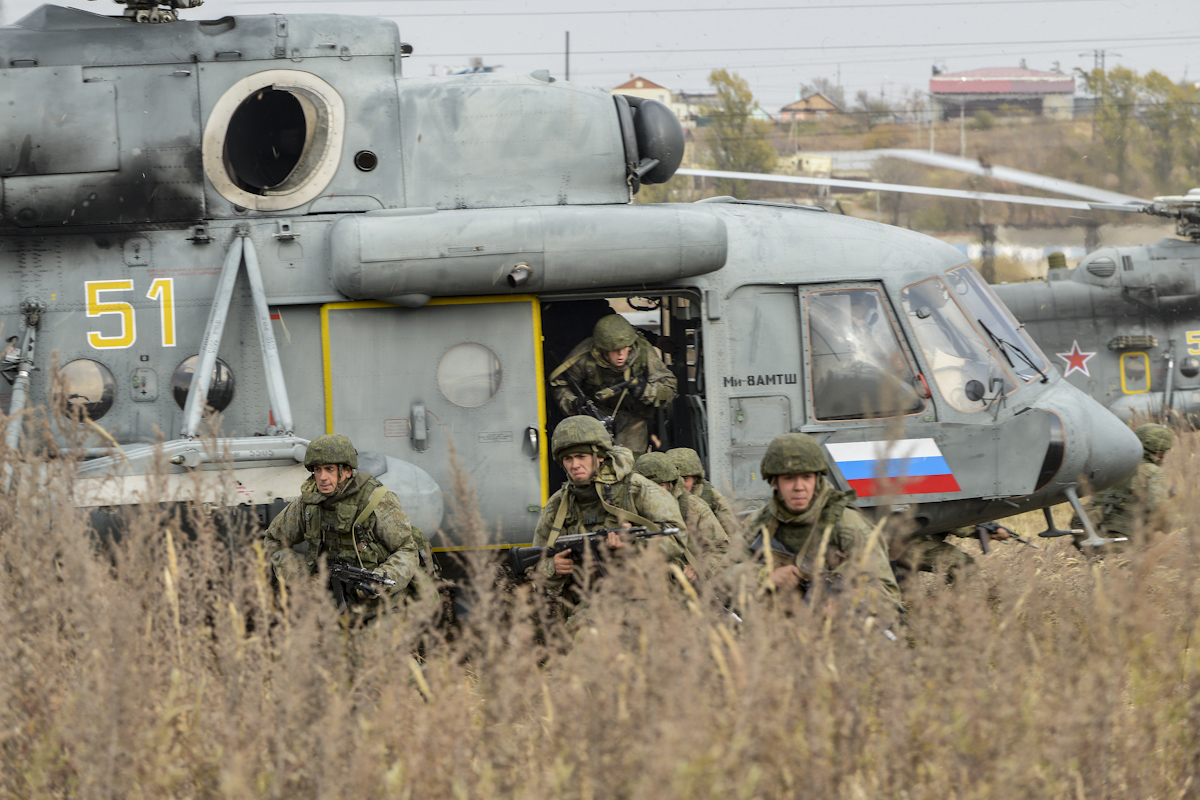
Посадочное десантирование из Ми-8АМТШ бойцов 83-й бригады во время тактического учения в октябре 2017 года.

- полковник Бородавкин Владимир Илларионович (1986—1990),
- полковник Скобкин Валерий Иванович (1990—1993),
- полковник Казанцев Владимир Александрович (1993—1995),
- полковник Толмачёв Александр Михайлович (1995—1999),
- полковник Иванов Александр Александрович (1999—2002),
- полковник Волянинов Юрий Владимирович (2002—2005),
- полковник Никифоров Евгений Валерьевич (2005—2007),
- полковник Гусев Сергей Владимирович (2007—2010),
- полковник Дарбинян Арутюн Ванцикович (2010—2013),
- гвардии полковник Дембицкий Александр Вячеславович (2013—2016),
- гвардии полковник Максимов Сергей Викторович (2016—2019),
- гвардии полковник Железняков Роман Алексеевич (2019—2021),
- гвардии полковник Корнев Александр Владимирович (2021)
- гвардии полковник Немоляев Александр Вячеславович (ноябрь 2021 — 202?)[5]
- гвардии полковник Городилов Артём Игоревич (2022—06.2023)[6]
- гвардии полковник Куцань Андрей Александрович  (с мая 2022 - июль 2023),
- гвардии полковник Шипов Александр Александрович

## Состав
Тактическое учение в октябре 2017 года.
- управление (в/ч 71289);
- 1-й десантно-штурмовой батальон;
- 2-й десантно-штурмовой батальон;
- 3-й десантно-штурмовой батальон;
- гаубичный артиллерийский дивизион;
- зенитная ракетно-артиллерийская батарея (ЗУ-23, ГАЗ-66);
- противотанковая батарея;
- разведывательная рота;
- рота беспилотных летательных аппаратов;
- стрелковая рота снайперов;
- рота связи;
- инженерно-сапёрная рота;
- рота радиационной химической биологической защиты;
- ремонтная рота;
- рота материального обеспечения;
- медицинская рота;
- взвод десантного обеспечения;
- комендантский взвод.

- Управление:
  - Командование;
  - Штаб;
  - Начальники служб;
  - Штаб тыла.
- 1-й парашютно-десантный батальон (1 пдб):
  - 1-я парашютно-десантная рота (1 пдр);
  - 2-я парашютно-десантная рота (2 пдр);
  - 3-я парашютно-десантная рота (3 пдр);
  - Самоходная артиллерийская батарея (сабатр);
  - Отдельные взвода;
- 2-й десантно-штурмовой батальон (2 дшб):
  - 4-я десантно-штурмовая рота (4 дшр);
  - 5-я десантно-штурмовая рота (5 дшр);
  - 6-я десантно-штурмовая рота (6 дшр);
  - Миномётная батарея (минбатр);
  - Отдельные взвода;
- 3-й десантно-штурмовой батальон (3 дшб):
  - 7-я десантно-штурмовая рота (7 дшр);
  - 8-я десантно-штурмовая рота (8 дшр);
  - 9-я десантно-штурмовая рота (9 дшр);
  - Миномётная батарея (минбатр);
  - Отдельные взводы:
    - взвод управления;
    - взвод обеспечения;
    - зенитно-ракетный взвод;
    - взвод разведки;
- Гаубичный артиллерийский дивизион (гадн):
  - 1 гаубичная артиллерийская батарея (1 габатр);
  - 2 гаубичная артиллерийская батарея (2 габатр);
  - 3 гаубичная артиллерийская батарея (3 габатр);
  - Противотанковая батарея (батрПТУР);
  - Отдельные взвода;
- Разведывательный батальон (рб):
  - 1 Рота разведки (1 рр);
  - 2 Рота разведки (2 рр);
  - Рота специального назначения (рспн);
  - Отдельные взвода;
- Специальные подразделения боевого и тылового обеспечения:
  - Взвод радиационной, химической и биологической защиты (вРХБЗ);
  - Стрелковая рота снайперов (срс);
  - Танковая рота (тр);
  - Рота десантного обеспечения (рдо);
  - Рота управления (ру бывш. рс);
  - Зенитно-ракетная артиллерийская батарея (зрабатр);
  - Инженерно-сапёрная рота (иср);
  - Рота материального обеспечения (рмо);
  - Рота беспилотных летательных аппаратов (рБПЛА);
  - Медицинская рота (медр);
  - Ремонтная рота (ремр).

- управление (в/ч 71289);
- 1-й десантно-штурмовой батальон;
- 2-й десантно-штурмовой батальон;
- парашютно-десантный батальон;
- разведывательный батальон;
- гаубично-артиллерийский дивизион (на вооружении гаубицы Д-30);
- рота десантного обеспечения;
- рота беспилотных летательных аппаратов;
- стрелковая рота (снайперов);
- рота связи;
- зенитно-ракетная батарея;
- рота управления;
- инженерно-сапёрная рота;
- ремонтная рота;
- рота материального обеспечения;
- медицинская рота;
- взвод военной полиции;
- 78 отдельная рота специального назначения (в/ч 44224)
- взвод постановки радиопомех;
- взвод РХБ защиты.[7]

## Достижения

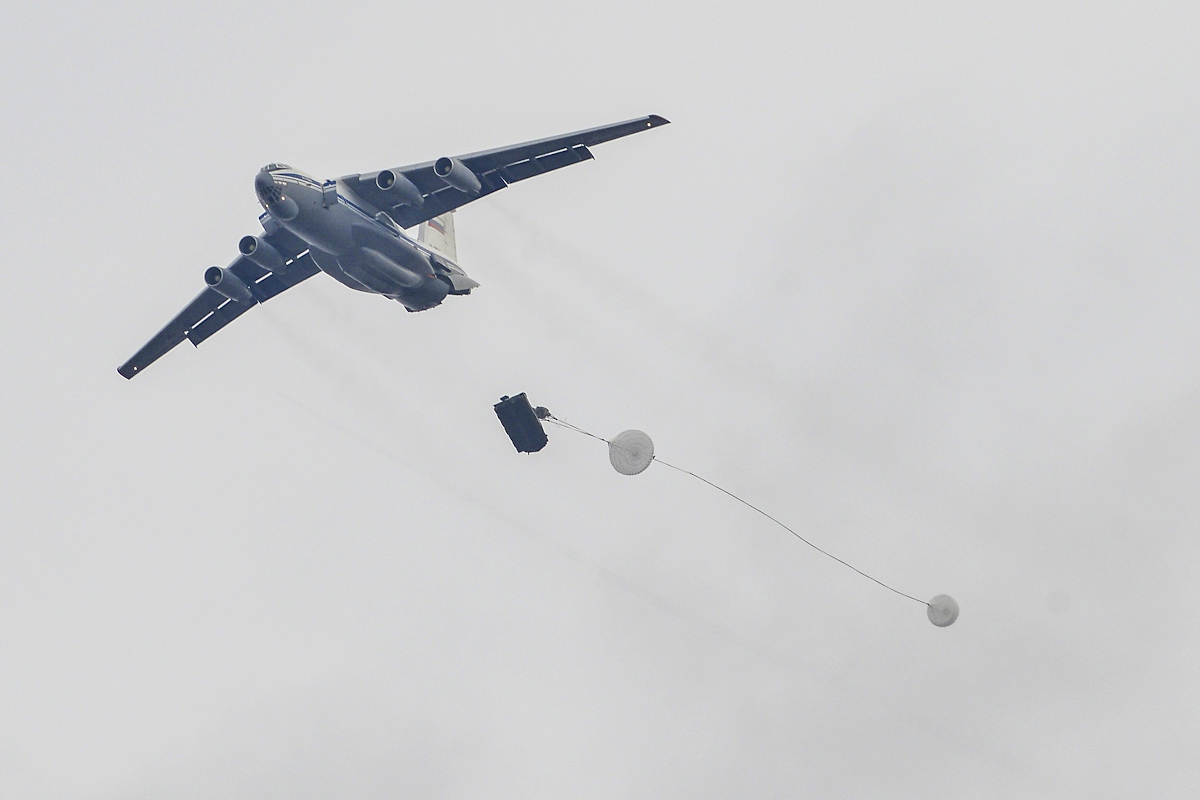
Парашютное десантирование боевой техники 83-й бригады во время тактического учения в октябре 2017 года.

В 1988 года по итогам инспекционной проверки Министерства обороны бригада стала лучшим соединением СГВ, демонстрируя высокую боевую выучку и крепкую дисциплину, выполняя любые поставленные перед ней задачи.
В 1989 года в марш-броске на 10 километров со стрельбой на приз газеты «Красная звезда» личный состав бригады занял 1-е место в Вооружённых силах СССР.
Военнослужащие бригады в составе сводных частей принимали участие в боевых действиях в Чечне. Бригада участвует практически во всех крупных учениях, проводимых на Дальнем Востоке. В 2002 году две роты впервые бок о бок действовали с морскими пехотинцами Тихоокеанского флота на мысе Клерка и заслужили высокую оценку министра обороны.
В 2005 году одна из рот участвовала в учениях на Сахалине, а другая в Амурской области. В 2005 году два отдельных парашютно-десантных батальона бригады были переведены на контрактный способ комплектования. В августе 2006 года парашютно-десантная рота десантировалась с Ан-12 под Хабаровском, захватила выгодный рубеж и удерживала наступление «противника» до подхода основных сил.
Осенью 2006 года бригаде было вручено переходящее знамя военного совета ДВО с надписью: «Лучшему соединению Краснознамённого Дальневосточного военного округа».
При «внезапной» проверке боеготовности войск ВВО в 2013 году, бригаде была поднята по боевой тревоге и выдвинулась маршем на аэродромы для посадки в самолёты ВТА, с помощью которых была переброшена на о. Сахалин, где была высажена посадочным и парашютным способом.
При аналогичной проверке в 2014 г. десантники бригады были высажены побатальонно на Камчатку и Чукотку, где им была поставлена задача противодесантной обороны побережья.
Батальоны бригады — постоянные участники парадов победы в Уссурийске, Хабаровске и Владивостоке.
25 марта 2015 года Президент России Владимир Путин, подписал указ о присвоении гвардейского почётного наименования.
29 июля 2023 года бригаде был присвоен орден Суворова.
Бои под Волчанском

## Награждённые званием Героя Российской Федерации
- Лиджиев, Мингиян Владимирович, командир 5-й десантно-штурмовой роты, 2022 год.

## Награды
| Награда        | Описание | Дата получения |
| -------------- | --- | -------------- |
| «Гвардейская»  | «За массовый героизм и отвагу, стойкость и мужество проявленные личным составом бригады в боевых действиях по защите Отечества и государственных интересов в условиях вооружённых конфликтов, и учитывая её заслуги в мирное время». | 25 марта 2015  |
| Орден Суворова | | 29 июля 2023   |